# Coppa Italia 1998/99
Die Coppa Italia 1998/99, den Fußball-Pokalwettbewerb für Vereinsmannschaften in Italien der Saison 1998/99, gewann die AC Parma. Parma traf im Finale auf die AC Florenz und konnte die Coppa Italia zum zweiten Mal nach 1992 gewinnen. Mit 1:1 und 2:2 setzte sich die AC Parma gegen die Fiorentina unter Verwendung der Auswärtstorregel durch. Man wurde Nachfolger von Lazio Rom, das im Viertelfinale gegen Inter Mailand ausschied.
Als italienischer Pokalsieger 1998/99 qualifizierte sich die AC Parma für den UEFA-Pokal des folgenden Jahres. Da sich sowohl Parma als auch der unterlegene Pokalfinalist aus Florenz für die UEFA Champions League 1999/2000 qualifiziert hatten, rückte der Tabellenneunte der Serie A 1998/99, der FC Bologna, in den UEFA-Pokal nach.

## 1. Runde
|                      | Gesamt          |                  | Hinspiel | Rückspiel |
| -------------------- | --------------- | ---------------- | -------- | --------- |
| AS Lucchese Libertas | 4:2             | SSC Neapel       | 2:2      | 2:0       |
| Alzano Virescit      | 2:3             | Torino Calcio    | 1:1      | 1:2       |
| Ancona Calcio        | 1:5             | Ravenna Calcio   | 0:1      | 1:4       |
| Atletico Catania     | 0:5             | Brescia Calcio   | 0:1      | 0:4       |
| ASD Castel di Sangro | 2:1             | AC Perugia       | 1:0      | 1:1       |
| AC Cesena            | 5:2             | Pescara Calcio   | 2:2      | 3:0       |
| Chievo Verona        | (a)1:1(a)       | US Foggia        | 0:0      | 1:1       |
| Cosenza Calcio       | (a)3:3(a)       | FBC Treviso      | 1:1      | 2:2 n. V. |
| US Cremonese         | 1:4             | Atalanta Bergamo | 0:2      | 1:2       |
| AS Livorno           | 1:4             | Reggina Calcio   | 1:1      | 0:3       |
| FC Gualdo            | 2:1             | Fidelis Andria   | 1:1      | 1:0       |
| AC Lumezzane         | (a)3:3(a)       | Cagliari Calcio  | 3:1      | 0:2       |
| AC Monza Brianza     | 0:2             | US Lecce         | 0:2      | 0:0       |
| ASG Nocerina         | 3:4             | Hellas Verona    | 2:2      | 1:2       |
| Calcio Padova        | 3:3 (5:3 i. E.) | AC Reggiana      | 2:1      | 1:2 n. V. |
| Ternana Calcio       | 3:4             | CFC Genua        | 1:1      | 2:3       |

## 2. Runde
|                      | Gesamt    |                   | Hinspiel | Rückspiel |
| -------------------- | --------- | ----------------- | -------- | --------- |
| Torino Calcio        | 2:3       | AC Mailand        | 2:0      | 0:3       |
| Atalanta Bergamo     | 2:1       | FC Empoli         | 2:1      | 0:0       |
| Brescia Calcio       | 3:5       | Vicenza Calcio    | 3:2      | 0:3       |
| Cagliari Calcio      | 1:2       | AC Venedig        | 0:0      | 1:2       |
| ASD Castel di Sangro | 2:0       | Salernitana Sport | 0:0      | 2:0       |
| Chievo Verona        | 3:4       | AS Rom            | 2:2      | 1:2       |
| FC Gualdo            | 2:6       | Udinese Calcio    | 2:2      | 0:4       |
| Inter Mailand        | 1:0       | AC Cesena         | 1:0      | 0:0       |
| Lazio Rom            | 4:1       | Cosenza Calcio    | 2:1      | 2:0       |
| US Lecce             | (a)4:4(a) | FC Piacenza       | 1:2      | 3:2 n. V. |
| AS Lucchese Libertas | 1:2       | AS Bari           | 1:0      | 0:2       |
| Calcio Padova        | 0:3       | AC Florenz        | 0:1      | 0:2       |
| AC Parma             | 4:0       | CFC Genua         | 3:0      | 1:0       |
| Reggina Calcio       | 1:4       | FC Bologna        | 1:1      | 0:3       |
| Sampdoria Genua      | 2:1       | Hellas Verona     | 2:0      | 0:1       |
| Ravenna Calcio       | 0:6       | Juventus Turin    | 0:2      | 0:4       |

## Achtelfinale
|                  | Gesamt          |                      | Hinspiel | Rückspiel |
| ---------------- | --------------- | -------------------- | -------- | --------- |
| Juventus Turin   | (a)3:3(a)       | AC Venedig           | 1:1      | 2:2 n. V. |
| Atalanta Bergamo | 2:2 (4:3 i. E.) | AS Rom               | 1:1      | 1:1 n. V. |
| AS Bari          | 1:2             | AC Parma             | 1:2      | 0:0       |
| AC Florenz       | 5:0             | US Lecce             | 1:0      | 4:0       |
| Inter Mailand    | 2:1             | ASD Castel di Sangro | 1:0      | 1:1       |
| Sampdoria Genua  | 1:2             | FC Bologna           | 0:0      | 1:2       |
| Udinese Calcio   | 1:0             | Vicenza Calcio       | 1:0      | 0:0       |
| Lazio Rom        | 4:2             | AC Mailand           | 3:1      | 1:1       |

## Viertelfinale
|                  | Gesamt    |               | Hinspiel | Rückspiel |
| ---------------- | --------- | ------------- | -------- | --------- |
| Udinese Calcio   | 3:6       | AC Parma      | 3:2      | 0:4       |
| Atalanta Bergamo | (a)3:3(a) | AC Florenz    | 3:2      | 0:1       |
| Lazio Rom        | 4:6       | Inter Mailand | 2:1      | 2:5       |
| Juventus Turin   | (a)2:2(a) | FC Bologna    | 1:2      | 1:0       |

## Halbfinale
|               | Gesamt |            | Hinspiel | Rückspiel |
| ------------- | ------ | ---------- | -------- | --------- |
| Inter Mailand | 1:4    | AC Parma   | 0:2      | 1:2       |
| FC Bologna    | 2:4    | AC Florenz | 0:2      | 2:2 n. V. |

## Finale

### Hinspiel
| AC Parma                                       | AC Parma | AC Florenz | AC Florenz |
| ---------------------------------------------- | --- | --- | ---------- |
| AC Parma                                       | \| Finale \| \| 14. April 1999 in Parma (Stadio Ennio Tardini) \| \| Ergebnis: 1:1 (1:0) \| \| Schiedsrichter: Domenico Messina \|                                                                                                   | \| Finale \| \| 14. April 1999 in Parma (Stadio Ennio Tardini) \| \| Ergebnis: 1:1 (1:0) \| \| Schiedsrichter: Domenico Messina \|                                                                           | AC Florenz |
| AC Parma                                       | Gianluigi Buffon – Lilian Thuram, Roberto Néstor Sensini, Fabio Cannavaro, Paolo Vanoli – Diego Fuser, Dino Baggio, Mario Stanić, Juan Sebastián Verón – Hernán Crespo (80. Abel Balbo), Enrico Chiesa Cheftrainer: Alberto Malesani | Francesco Toldo – Pasquale Padalino, Giulio Falcone, Tomáš Řepka, Jörg Heinrich, Moreno Torricelli – Sandro Cois, Christian Amoroso, Rui Costa – Edmundo, Gabriel Batistuta Cheftrainer: Giovanni Trapattoni | AC Florenz |
| AC Parma                                       | 1:0 Hernán Crespo (15.) | 1:1 Gabriel Batistuta (81.) | AC Florenz |
| Finale                                         | | |            |
| 14. April 1999 in Parma (Stadio Ennio Tardini) | | |            |
| Ergebnis: 1:1 (1:0)                            | | |            |
| Schiedsrichter: Domenico Messina               | | |            |

### Rückspiel
| AC Florenz                                      | AC Florenz | AC Parma | AC Parma |
| ----------------------------------------------- | --- | --- | -------- |
| AC Florenz                                      | \| Finale \| \| 5. Mai 1999 in Florenz (Stadio Artemio Franchi) \| \| Ergebnis: 2:2 (0:1) \| \| Schiedsrichter: Stefano Braschi \|                                                                                               | \| Finale \| \| 5. Mai 1999 in Florenz (Stadio Artemio Franchi) \| \| Ergebnis: 2:2 (0:1) \| \| Schiedsrichter: Stefano Braschi \| | AC Parma |
| AC Florenz                                      | Francesco Toldo – Pasquale Padalino, Giulio Falcone, Tomáš Řepka, Jörg Heinrich, Moreno Torricelli – Sandro Cois (79. Luís Oliveira), Christian Amoroso, Rui Costa – Edmundo, Gabriel Batistuta Cheftrainer: Giovanni Trapattoni | Gianluigi Buffon – Lilian Thuram, Roberto Néstor Sensini, Fabio Cannavaro, Paolo Vanoli – Diego Fuser, Alain Boghossian, Mario Stanić (66. Stefano Fiore), Juan Sebastián Verón (79. Roberto Mussi) – Hernán Crespo (85. Abel Balbo), Enrico Chiesa Cheftrainer: Alberto Malesani | AC Parma |
| AC Florenz                                      | 1:1 Tomáš Řepka (48.) 2:1 Sandro Cois (62.) | 0:1 Hernán Crespo (42.) 2:2 Paolo Vanoli (71.) | AC Parma |
| Finale                                          | | |          |
| 5. Mai 1999 in Florenz (Stadio Artemio Franchi) | | |          |
| Ergebnis: 2:2 (0:1)                             | | |          |
| Schiedsrichter: Stefano Braschi                 | | |          |